# Château de Bellister
Le château de Bellister est un manoir crénelé du XIXe siècle appartenant au National Trust, attaché aux vestiges en ruine d'une maison-tour du XIVe siècle, près de Haltwhistle, dans le Northumberland, en Angleterre. Il s'agit d'un monument ancien classé et d'un bâtiment classé Grade I.

## Histoire
La propriété se dresse sur un monticule qui aurait pu être la motte d'un ancien château à motte et bailey. Une maison-halle entourée de douves existait peut-être sur le site au XIIIe siècle et une tour importante est ajoutée à l'extrémité ouest au XIVe siècle.
Une enquête de 1541 enregistre une maison-tour occupée par Blenkinsop (de la famille du château voisin de Blenkinsop) dans un « bon état mesurable ».
La famille Blenkinsop vend ses domaines, dont Bellister, en 1697 et le château est ensuite détenu par plusieurs propriétaires différents. Vers 1699, la propriété est agrandie pour devenir une maison crénelée de trois étages.
Une reconstruction importante par l'architecte John Dobson en 1826 crée une imposante façade crénelée et d'autres modifications ont lieu en 1890 et en 1905 à la suite de graves dégâts d'incendie en 1901. Les parties les plus anciennes de la propriété sont en ruine. Le National Trust a reçu la propriété en 1976.
La propriété n'est pas ouverte au public mais est visible depuis les sentiers publics dans les bois adjacents.